# 马来西亚无产阶级党
马来西亚无产阶级党（缩写为PMM）是由阿末·博斯达曼和依萨莫哈末共同成立的一个已不存在的左翼政党。

## 历史
1968年7月20日，博斯达曼创立马来西亚无产阶级党，8小时后他就前往伦敦学习法律长达两年半。该党的成立是由于博斯达曼和他的继任者、时任马来亚人民党主席卡欣阿末就印尼总统苏卡诺提倡的“无产阶级主义”（又译“玛尔哈恩主义”）发生争论。人民党领导层放弃无产阶级主义，改组为“人民社会主义党”，博斯达曼因而退党另外成立无产阶级党。
1974年马来西亚大选前夕博斯达曼曾尝试复活“社阵”，但失败了。同年7月19日，博斯达曼卸任党主席一职，马来西亚无产阶级党并入马来西亚社会正义党。